# Квади
Квади (лат. Quadi) — західногерманське плем'я з групи свевів, що жило в I ст. до н. е. вздовж Майна, а з початку н. е. до VI століття н. е. на північ від середньої течії Дунаю, а також по верхів'ях Ельби та Одеру — на території нижньої Австрії, Моравії, Західної Словаччини та Північної Угорщини.
Квади в часи короля Ваннія були союзниками маркоманів, входили до складу царства Маробода, в 166—180 на чолі із Фуртієм брали участь у маркоманській війні з Римом, були розбиті і визнали його панування.
У VI столітті, Валентиніан I провів велику частину свого царювання у захисті кордону на Рейні від змішаних орд сарматів, готів, і квадів під проводом Габінія, який був убитий за столом переговорів римлянином Марцелліном, сином префекта Галлії, Максиміана. Валентініан помер у 375 році після того, як прийняв депутацію квадів для обговорення договору. Нахабна поведінка варварів так розлютила імператора, що він помер від інсульту.
На початку V століття частина квадів разом з вандалами переселилася в Іспанію, заснувавши на північному заході Піренейського півострова своє королівство та ставши федератами Риму. Їхній король Хермерих присягнув Риму у 410 році. У 585 королівство було завойовано вестготами. В Іспанії квадів іноді називають квад-свеви, а їхнє королівство — свевським.

## Королі
- Тудр (10 р. н. е.-?)
- Ванній (19-50)
- Сідон (50-69)
- Фуртій (167—173) вперше
- Аріогез (173—174)
- Фуртій (174—180)
- Гаіобомар (180—215)
- Аріомер (з 215)
- Вангіон (III ст.)
- Відуарій (спільно з синами Вітродором і Арахарієм) (2-а пол. IV ст.)
- Габіній (до 374)
- Гермерік (410-ті роки)
- Гунімунд (469-?)